# 阿尔瓦尔库里奇
阿尔瓦尔库里奇（Alwarkurichi），是印度泰米尔纳德邦Tirunelveli县的一个城镇。总人口9447（2001年）。

## 人口
该地2001年总人口9447人，其中男性4712人，女性4735人；0—6岁人口1005人，其中男509人，女496人；识字率71.38%，其中男性为79.73%，女性为63.06%。